# Kobus vardonii
Kobus vardonii (пуку) — це антилопа середнього розміру, яка мешкає на вологих луках у південній частині Демократичної Республіки Конго, Намібії, Танзанії, Замбії та більшою мірою в дельті Окаванго в Ботсвані. Майже одна третина всіх пуку зустрічається в заповідних територіях, зоопарках і національних парках через те, що ареал їх існування зменшується.

## Опис
Пуку мають висоту в плечах близько 80 см і важать від 70 до 80 кг. Пуку піщано-коричневого кольору, низ живота трохи світліше коричневий. Шерсть грубувата. Самці мають ліроподібні роги довжиною 50 см.

## Екологія
Пуку зустрічаються майже виключно на болотистих луках і дамбо, де вони харчуються травою. Дієта пуку є гнучкою щодо типу споживаних трав. Дієтична конкуренція з іншими биковими невелика. Цей вид сутінковий, активний рано вранці та пізно вдень. Злякавшись, пуку повторює пронизливий свист. Самиці збираються в стада до 20 особин. Під час сезону дощів стада збираються разом для додаткової безпеки, зазвичай досягаючи близько 50 самиць. Самці утримують території й намагаються переконати стада самиць залишатися на їхній території якомога довше. У вологий сезон через сильні повені в їхньому середовищі проживання вони мігрують на більшу висоту, а в сухий сезон залишаються біля води.

## Галерея

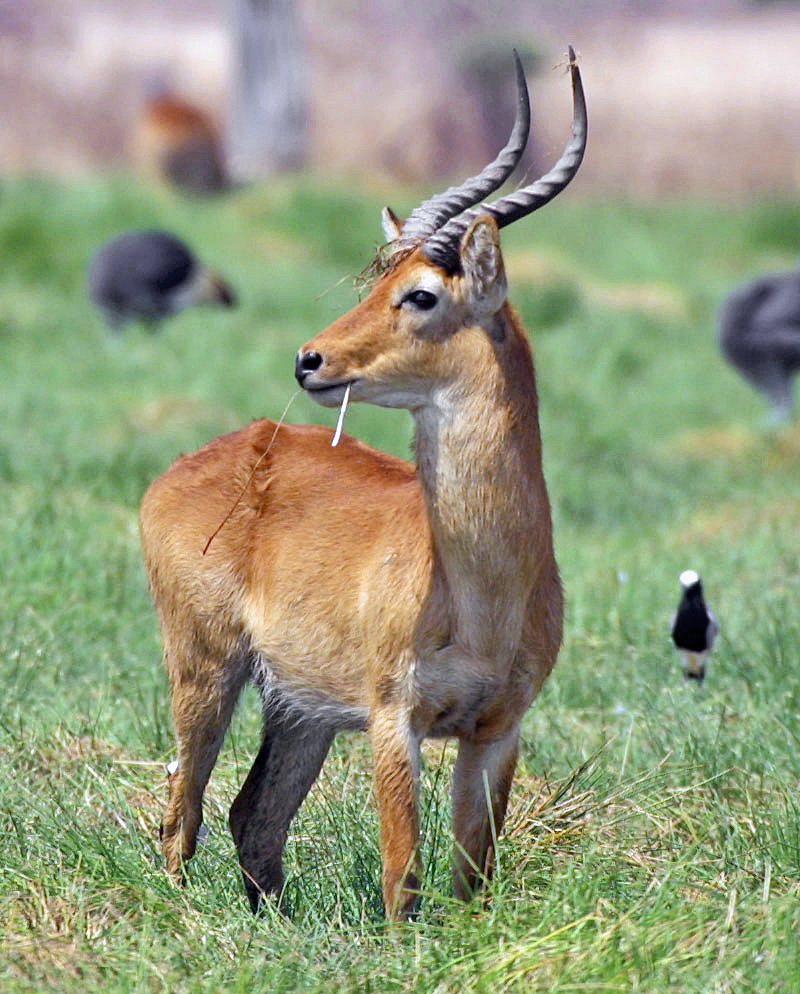
Самець у Замбії
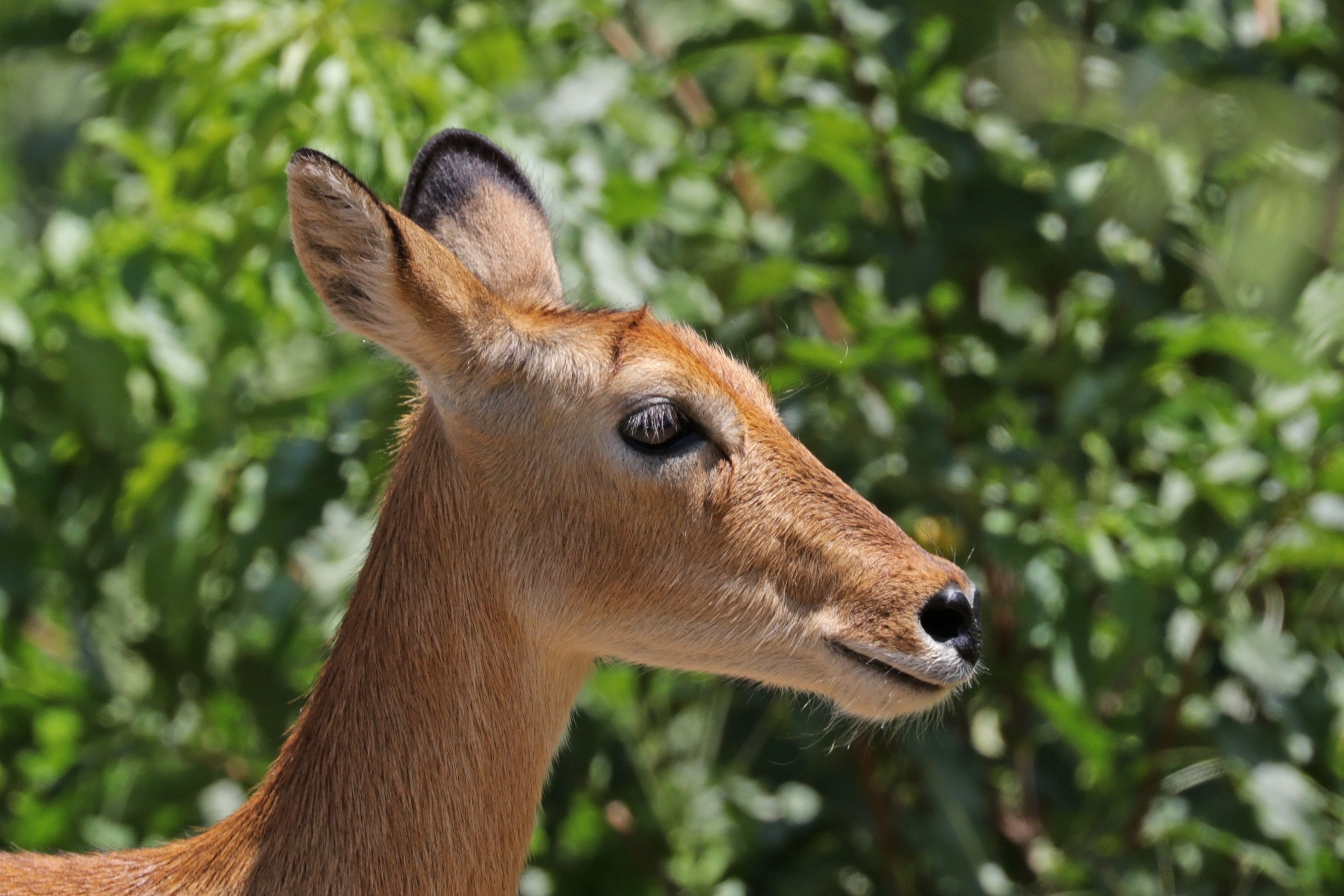
Самиця в Ботсвані